# Gardenia schwarzii
Gardenia schwarzii là một loài thực vật có hoa trong họ Thiến thảo. Loài này được Puttock mô tả khoa học đầu tiên năm 1997.